# Адияман – Діярбакир – Ширнак
Адияман — Діярбакир — Ширнак — трубопровідна система, прокладена через південно-східні провінції Туреччини. Однією з її задач є імпорт газу з Іракського Курдистану.
В 2007 році від району Адияман на трасі газопроводу Сівас — Мерсін розпочали будівництво нової системи у східні провінції. На першому етапів проклали ділянку через Шанлиурфу до Діярбакиру діаметром 1000 мм з відводами в діаметрі 300—450 мм. Загальна довжина цієї частини системи склала 423 км.
Наступні відтинки основного газопроводу також мають діаметр 1000 мм. До середини 2010-х років спорудили продовження через Бісміл до Мардіну. Що стосується останньої ділянки довжиною 185 км до Силопі в  провінції Ширнак, то тендер на її спорудження анулювали у 2015-му через надмірні цінові пропозиції учасників. Втім, турецька державна компанія BOTAS серйозно налаштована на реалізацію даного проекту, який повинен додати нове джерело постачання блакитного палива в країну шляхом з'єднання з газотранспортною системою Іракського Курдистану (газопровід Ербіль – Силопі). Тому в 2016 році оголошено новий тендер на спорудження ділянки до Ширнаку. Очікується, що поставки газу по іракському напрямку вже на першому етапі складуть значний об'єм у 10 млрд.м3, з перспективою суттєвого збільшення.